# Julian Robertson
Julian Anthony Robertson (* 9. Oktober 1969 in Peterborough) ist ein englischer Badmintonspieler. 

## Karriere
Julian Robertson nahm 1996 und 2000 an den Olympischen Sommerspielen teil. Als beste Platzierung erreichte er dabei Rang 9 im Herrendoppel mit Peter Knowles im Jahr 2000. Bei der Europameisterschaft 1998 erkämpfte er sich Bronze im Doppel.

## Sportliche Erfolge
| Saison | Veranstaltung                  | Disziplin    | Platz | Name                                |
| ------ | ------------------------------ | ------------ | ----- | ----------------------------------- |
| 1992   | Iceland International          | Herrendoppel | 1     | Simon Archer / Julian Robertson     |
| 1993   | England: Einzelmeisterschaften | Herrendoppel | 1     | Julian Robertson / Dave Wright      |
| 1995   | Irish Open                     | Mixed        | 1     | Julian Robertson / Lorraine Cole    |
| 1995   | Scottish Open                  | Herrendoppel | 1     | Nick Ponting / Julian Robertson     |
| 1995   | Hungarian International        | Herrendoppel | 1     | Julian Robertson / Nathan Robertson |
| 1996   | Norwegian International        | Mixed        | 1     | Julian Robertson / Gail Emms        |
| 1996   | Norwegian International        | Herrendoppel | 1     | Julian Robertson / Nathan Robertson |
| 1996   | Olympia                        | Herreneinzel | 33    | Julian Robertson                    |
| 1996   | Olympia                        | Herrendoppel | 17    | Julian Robertson / Nick Ponting     |
| 1997   | Norwegian International        | Herrendoppel | 1     | Julian Robertson / Nathan Robertson |
| 1998   | Polish International           | Herrendoppel | 1     | Julian Robertson / Nathan Robertson |
| 1998   | Europameisterschaft            | Herrendoppel | 3     | Nathan Robertson / Julian Robertson |
| 2000   | Olympia                        | Herrendoppel | 9     | Julian Robertson / Peter Knowles    |